# Koppargruppen
Den här artikeln handlar om myntmetaller inom kemi. Inom numismatiken avses med myntmetaller alla metaller som i olika legeringar ingår i mynt.
Koppargruppen (även myntmetaller) är en samlande benämning på grundämnena i periodiska systemets grupp 11, det vill säga koppar, silver och guld. Även det syntetiska grundämnet röntgenium ingår i grupp 11.